# Garancières
Garancières település Franciaországban, Yvelines megyében. Lakosainak száma 2577 fő (2022. január 1.). Garancières Autouillet, Béhoust, Boissy-sans-Avoir, Flexanville, Millemont, La Queue-les-Yvelines és Villiers-le-Mahieu községekkel határos.

## Népesség
A település népességének változása:
| Lakosok száma | 2377 | 2354 | 2391 | 2348 | 2387 | 2375 | 2447 | 2512 | 2577 |
|               | 2013 | 2015 | 2016 | 2017 | 2018 | 2019 | 2020 | 2021 | 2022 |